# Route nationale 748
Die Route nationale 748, kurz N 748 oder RN 748, war eine französische Nationalstraße, die von 1933 bis 1973 zwischen Mûrs-Erigné und der N743 nördlich von Echiré verlief. Ihre Länge betrug 123 Kilometer.